# 中共中央工业交通政治部
中共中央工业交通政治部，或称“中共中央工交政治部”，是1964年至1976年设立的中共中央直属机构。

## 历史
1960年代初，中共领导人毛泽东、刘少奇、周恩来、朱德、林彪等在全国范围内掀起了学习解放军的热潮，为雷锋、王杰、“南京路上好八连”、广州部队“南海前哨钢八连”题词。在此背景下，1964年初，毛泽东指示“全国学习人民解放军，从中央到地方自上而下建立政治部，加强政治思想工作。”国务院当时有近90个部委，按照归口管理原则设有一系列办公室，由分管副总理负责。中央决定在国务院的“各口”建立中央一级的政治部、国务院各部委建立部一级的政治部。其中国务院工交办公室，由副总理薄一波兼主任，归口领导冶金工业部、化学工业部、煤炭工业部、石油工业部、地质部、交通部、铁道部、纺织工业部、电力工业部、邮电部、建筑材料工业部等。
设立中共中央工交政治部，领导为：
- 主任：
  - 谷牧（国家经委副主任兼，至1965年3月调任国家基本建设委员会主任）
  - 陶鲁笳（1965年3月从山西省委第一书记调任任国家经委第一副主任兼中央工业交通政治部主任）
- 副主任
  - 邓东哲（福州军区空军副政委调任）
  - 李人林（北京军区炮兵政委调任）

1970年，中央机构大精简合并，国务院从90个部委精简合并为27个，人员总数仅为原机关工作人员的18%，所有中央一级的政治部全部撤并。